# IC 166
IC 166 — галактика типу III1r (іррегулярна галактика) у сузір'ї Кассіопея.
Цей об'єкт міститься в оригінальній редакції індексного каталогу.